# 양연로
양연로(Yangyeon-ro)는 경기도 양주시 남면에서 연천군 전곡읍까지 연결하는 도로이다.

## 주요 경유지
경기도
- 양주시 (남면) - 파주시 (적성면) - 연천군 (전곡읍)

## 노선
| 이름              | 접속 노선                   | 소재지 | 소재지 | 비고 |
| ----------------- | --------------------------- | ------ | ------ | ---- |
| (이름없음)        | 지방도 제364호선 (삼육사로) | 양주시 | 남면   |      |
| 간패고개          |                             | 양주시 | 남면   |      |
| 아마니고개 삼거리 | 지방도 제375호선 (율곡로)   | 파주시 | 적성면 |      |
| 양원교            |                             | 연천군 | 전곡읍 |      |
| 와천교            |                             | 연천군 | 전곡읍 |      |
| 고능사거리        | 고능로                      | 연천군 | 전곡읍 |      |
| 사랑교            |                             | 연천군 | 전곡읍 |      |
| 선사유적지 교차로 | 은대성로                    | 연천군 | 전곡읍 |      |
| (이름없음)        | 국도 제3호선 (평화로)       | 연천군 | 전곡읍 |      |

## 주요건물및 시설
- S-OIL 좋은주유소 (양연로 20/봉암리 383-8)
- HD현대오일뱅크 선유주유소 (양연로 452/간파리 298-5)
- 연천군늘목리보건진료소 (양연로 598/간파리 130-5)
- SK에너지 시대주유소 (양연로 814/양원리 828)
- GS칼텍스 양원리 LPG충전소 (양원로 1115/양원로 488-2)
- S-OIL 믿음주유소 (양연로 1140/양원리 380-2)
- CU 전곡고능리점 (양연로 1377/고능리 91)